# Nawrot (roślina)

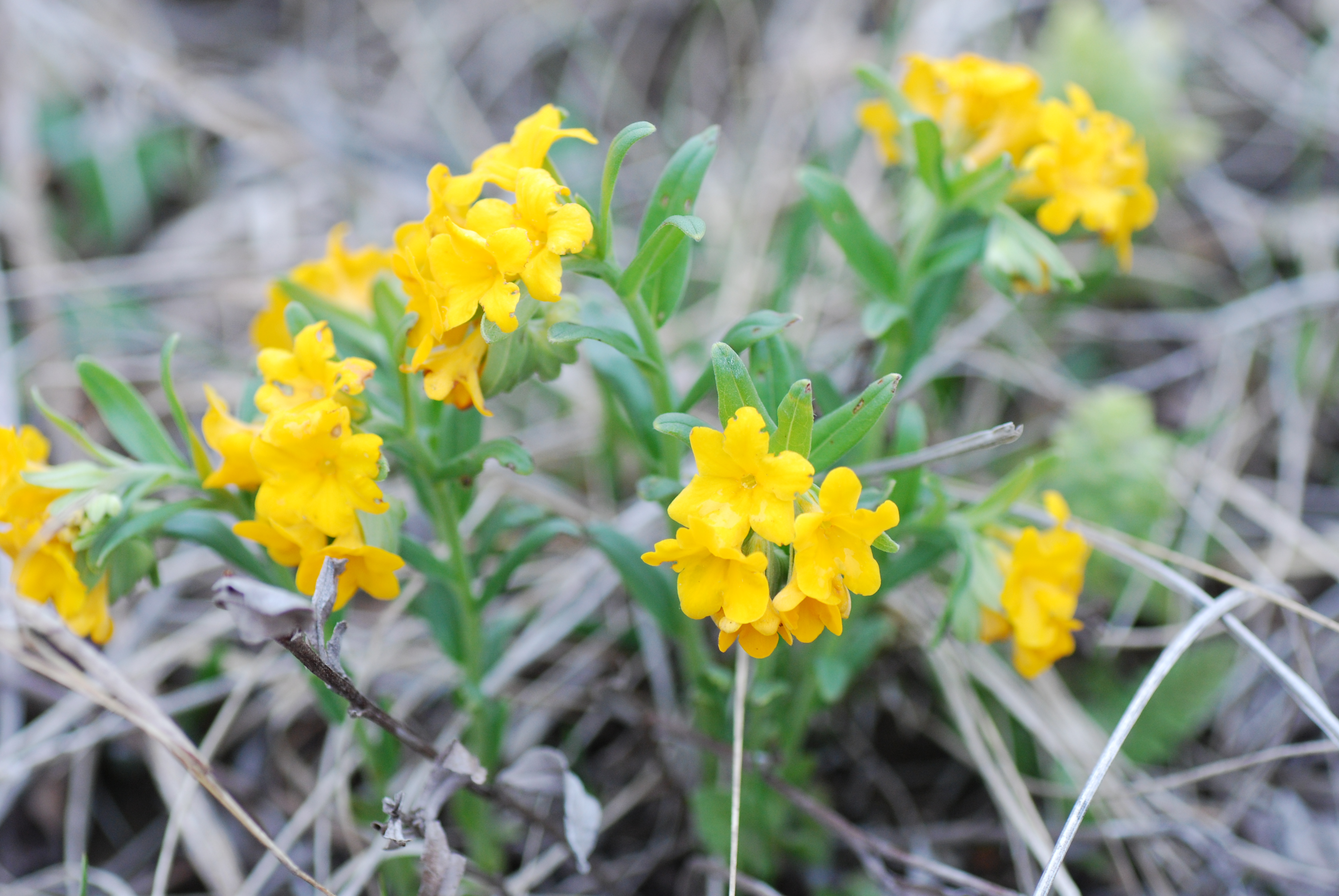
Lithospermum canascens

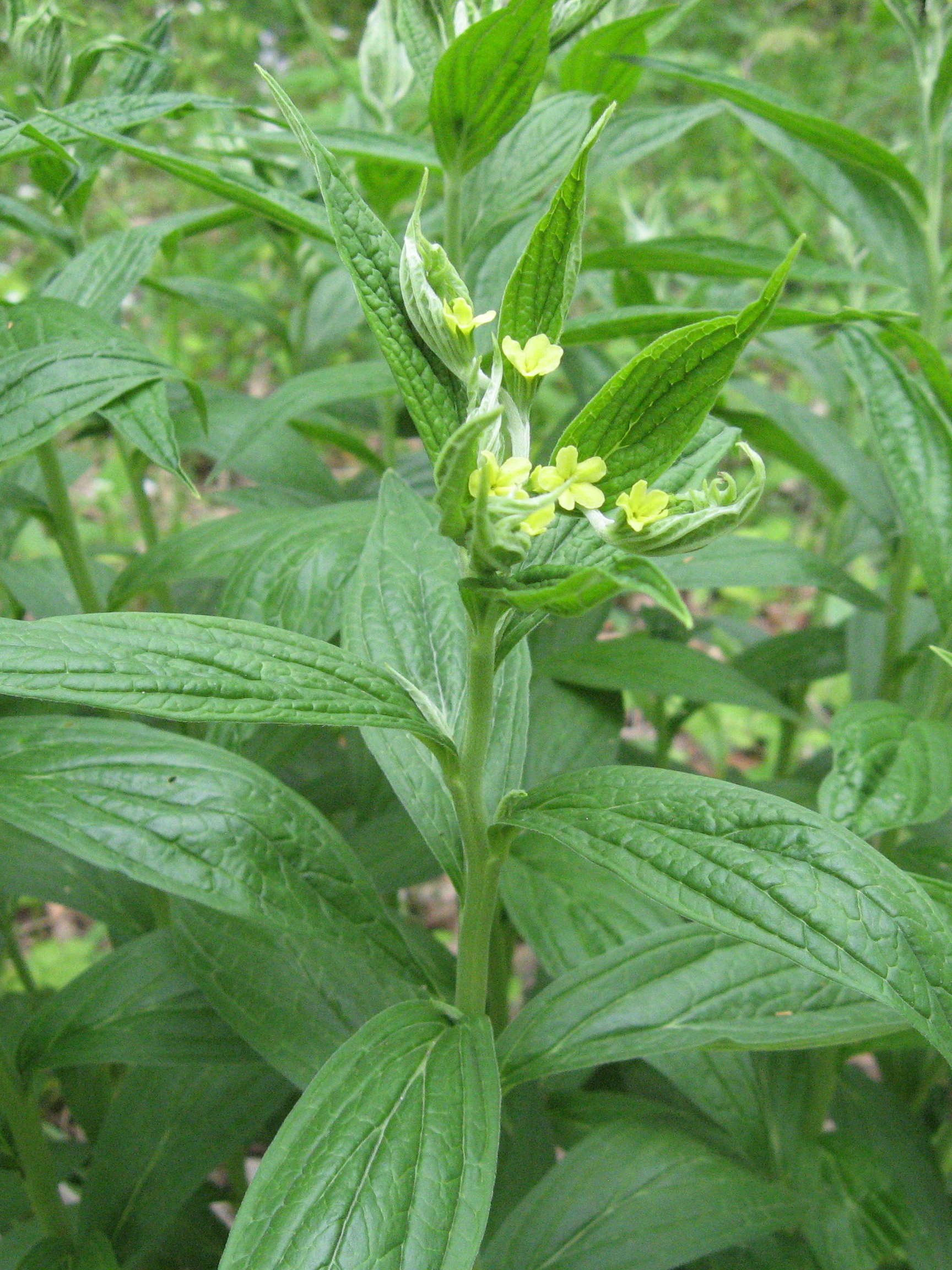
Lithospermum latifolium

Nawrot (Lithospermum L.) – rodzaj roślin z rodziny ogórecznikowatych. Obejmuje 80 gatunków. Rośliny te występują głównie w strefie umiarkowanej półkuli północnej, poza tym na obszarach górskich w strefie subtropikalnej i tropikalnej w Ameryce Południowej i Afryce. Centrum zróżnicowania rodzaju stanowi Meksyk i południowo-zachodnia część Stanów Zjednoczonych. W wąskim ujęciu rodzaju jest on reprezentowany we florze Polski przez jeden gatunek – nawrot lekarski L. officinale. Dwa inne, tradycyjnie tu zaliczane gatunki (nawrot polny i nawrot czerwonobłękitny) klasyfikowane są współcześnie do odrębnych rodzajów, odpowiednio Buglossoides i Aegonychon.
Kilka gatunków wykorzystywanych jest jako rośliny barwierskie. Purpurowy barwnik uzyskiwany z L. erythrorhizon wykorzystywany jest przy produkcji szminek. Barwnikiem z L. canescens północnoamerykańscy Indianie barwili twarze na czerwono. L. incisum dostarcza barwnika niebieskiego. Gatunek ten wykorzystywano także jako leczniczy i środek antykoncepcyjny. Takie samo zastosowanie miał L. ruderale, który uznawany jest za  pierwowzór doustnych tabletek antykoncepcyjnych. L. macromeria wykorzystywany był przez Indian w mieszankach z tytoniem w ceremoniach wywoływania deszczu. Liście nawrotu lekarskiego służą do sporządzania naparów.

## Systematyka
Rodzaj należy do plemienia Lithospermeae w podrodzinie Boraginoideae Arnott w obrębie rodziny ogórecznikowatych Boraginaceae. W obrębie plemienia tworzy monofiletyczny klad z rodzajami Aegonychon, Glandora i Buglossoides, którego powstanie datowane jest na ok. 21,4 miliony lat temu.
Rodzaje w obrębie plemienia opisane zostały na podstawie niewielkich różnic morfologicznych w budowie kwiatów i, wobec braku dowodów w XX wieku na odrębne pochodzenie tej grupy roślin, taksony te na ogół nie były wyróżniane i rodzaj Lithospermum był ujmowany szeroko. Takie ujęcie przyjęte też zostało w polskiej liście roślin naczyniowych zarówno w 2002 i nawet jeszcze w 2020 roku. Badania molekularne na początku XXI wieku potwierdziły jednak odrębność tych rodzajów i w pracach taksonomów dążących do ustalenia możliwie monofiletycznych rodzajów oraz w bazach taksonomicznych rodzaj Lithospermum jest wąsko ujmowany, i część tradycyjnie doń zaliczanych gatunków wyłączana jest do ww. rodzajów.
Grupa pnia rodzaju datowana jest na 16,8 miliona lat temu, zaś powstanie grupy koronnej na 14,4 miliona lat temu.
Wykaz gatunków
- Lithospermum affine DC.
- Lithospermum afromontanum Weim.
- Lithospermum album (G.L.Nesom) J.I.Cohen
- Lithospermum altamiranense Pat.-Sicil., Cohen & Pérez-Calix
- Lithospermum astienzae Pat.-Sicil., Cohen & Pérez-Calix
- Lithospermum azuayense Weigend & Nürk
- Lithospermum barbigerum (I.M.Johnst.) J.I.Cohen
- Lithospermum berlandieri I.M.Johnst.
- Lithospermum bolivariense Weigend & Nürk
- Lithospermum calcicola B.L.Rob.
- Lithospermum californicum A.Gray
- Lithospermum calycosum (J.F.Macbr.) I.M.Johnst.
- Lithospermum canescens (Michx.) Lehm.
- Lithospermum caroliniense (J.F.Gmel.) MacMill.
- Lithospermum chiapense J.I.Cohen
- Lithospermum cinerascens (A.DC.) I.M.Johnst.
- Lithospermum cinereum DC.
- Lithospermum cobrense Greene
- Lithospermum confine I.M.Johnst.
- Lithospermum cuneifolium Pers.
- Lithospermum cuzcoense Weigend & Nürk
- Lithospermum decipiens (J.R.Allison) Weakley
- Lithospermum discolor M.Martens & Galeotti
- Lithospermum distichum Ortega
- Lithospermum diversifolium DC.
- Lithospermum dodrantale (I.M.Johnst.) J.I.Cohen
- Lithospermum elenae Pat.-Sicil., J.I.Cohen & Zamudio
- Lithospermum erythrorhizon Siebold & Zucc.
- Lithospermum exsertum (D.Don) J.I.Cohen
- Lithospermum flavum Sessé & Moc.
- Lithospermum flexuosum Lehm.
- Lithospermum gayanum (Wedd.) I.M.Johnst.
- Lithospermum guatemalense Donn.Sm.
- Lithospermum hancockianum Oliv.
- Lithospermum helleri (Small) J.I.Cohen
- Lithospermum hirsutum E.Mey. ex DC.
- Lithospermum incisum Lehm.
- Lithospermum indecorum I.M.Johnst.
- Lithospermum ireneae Pat.-Sicil., J.I.Cohen & Zamudio
- Lithospermum jimulcense I.M.Johnst.
- Lithospermum johnstonii J.I.Cohen
- Lithospermum latifolium Michx.
- Lithospermum leonotis (I.M.Johnst.) J.I.Cohen
- Lithospermum leymebambense Weigend & Nürk
- Lithospermum macbridei I.M.Johnst.
- Lithospermum macromeria J.I.Cohen
- Lithospermum matamorense DC.
- Lithospermum mediale I.M.Johnst.
- Lithospermum mirabile Small
- Lithospermum molle (Michx.) Muhl.
- Lithospermum muelleri I.M.Johnst.
- Lithospermum multiflorum Torr. ex A.Gray
- Lithospermum nelsonii Greenm.
- Lithospermum notatum (I.M.Johnst.) J.I.Cohen
- Lithospermum oaxacanum (B.L.Turner) J.I.Cohen
- Lithospermum oblongifolium Greenm.
- Lithospermum obovatum J.F.Macbr.
- Lithospermum occidentale (Mack.) Weakley
- Lithospermum officinale L. – nawrot lekarski
- Lithospermum papillosum Thunb.
- Lithospermum parviflorum Weakley, Witsell & D.Estes
- Lithospermum peruvianum DC.
- Lithospermum pinetorum (I.M.Johnst.) J.I.Cohen
- Lithospermum pringlei I.M.Johnst.
- Lithospermum revolutum B.L.Rob.
- Lithospermum rodriguezii Weigend & Nürk
- Lithospermum rosei (I.M.Johnst.) J.I.Cohen
- Lithospermum ruderale Douglas ex Lehm.
- Lithospermum rzedowskii J.I.Cohen
- Lithospermum scabrum Thunb.
- Lithospermum strictum Lehm.
- Lithospermum subsetosum (Mack. & Bush) Weakley
- Lithospermum sylvestre J.I.Cohen & J.C.Manning
- Lithospermum trinervium (Lehm.) J.I.Cohen
- Lithospermum tuberosum Rugel ex DC.
- Lithospermum tubuliflorum Greene
- Lithospermum turneri J.I.Cohen
- Lithospermum unicum (J.F.Macbr.) J.I.Cohen
- Lithospermum virginianum L.
- Lithospermum viride Greene